# Chloriola gratissima
Chloriola gratissima är en fjärilsart som beskrevs av Walker 1864. Chloriola gratissima ingår i släktet Chloriola och familjen trågspinnare. Inga underarter finns listade i Catalogue of Life.